# Bo Arne Vibenius
Bo Arne Vibenius (* 29. März 1943 in Solna, Stockholms län) ist ein schwedischer Filmregisseur, der durch brutale und umstrittene Exploitationfilme berühmt wurde.

## Leben
Sein Skandalfilm Thriller – ein unbarmherziger Film (Originaltitel: Thriller – en grym film), aus dem Jahr 1973, mit Christina Lindberg, machte ihn international bekannt, insbesondere weil ihn selbst die, als leger geltende, schwedische Zensur massiv kürzte. Später galt er als Klassiker innerhalb der Rape-and-Revenge-Filme und inspirierte die Rachegeschichte einer gequälten Frau von Quentin Tarantino. Moviepilot nennt den Film das "Kronjuwel des schwedischen Sensationsfilms, ein Monument der Unmoral, Gewalt und Perversion".
2002 kaufte Synapse films die weltweiten Vertriebsrechte und verkaufte 2004 erstmals eine ungeschnittene DVD, Vibenius reagierte abermals exzentrisch, fühlte sich hintergangen und tobte gegen die Firma.
Breaking Point von 1975 war eher ein Porno mit Thrillerbeiwerk.

## Filmografie
- 1969: Hur Marie träffade Fredrik
- 1973: Thriller – ein unbarmherziger Film (Thriller – en grym film)
- 1975: Breaking Point